# Scott Walker
Cet article concerne le chanteur et compositeur. Pour l'homme politique américain, voir Scott Walker (homme politique). Pour les autres significations, voir Scott Walker (homonymie).
Scott Walker, nom de scène de Noel Scott Engel, né le 9 janvier 1943 à Hamilton (Ohio) et mort le 22 mars 2019 à Londres (Angleterre),, est un auteur-compositeur-interprète américano-britannique.

## Biographie
Scott Walker a fait ses débuts dans les années 1960 à Londres au sein du trio de faux frères The Walker Brothers. Célèbre pour ses adaptations en anglais de chansons de Jacques Brel et quelques chansons très modernes pour l'époque (The Plague et The Old Man's back again, ironiquement dédiée à un régime néo-stalinien), il poursuit une carrière en dehors des sentiers battus.
Il a été un modèle pour David Bowie, Pulp, Alain Bashung, Neil Hannon et le groupe The Last Shadow Puppets.
Scott Walker a interprété les chansons de Jacques Brel traduites par Mort Shuman.
En 1999, il interprète le générique de fin de la 19e aventure de James Bond au cinéma Le monde ne suffit pas intitulé Only myself to blame.
En 2012, il publie un nouvel album intitulé Bish Bosch.
Scott Walker a également écrit la musique de plusieurs films, notamment Pola X de Leos Carax (1999), L'Enfance d'un chef (2017) et Vox Lux (2020), tous deux de Brady Corbet.
En 2018, sa chanson It's raining today est utilisée pour le générique de début dans la série polonaise Blinded by the lights.

## Discographie

### Albums studio
- 1967 : Scott
- 1968 : Scott 2
- 1969 : Scott 3
- 1969 : Scott 4
- 1970 : 'Til The Band Comes In
- 1973 : Any Day Now
- 1973 : Stretch
- 1974 : We Had It All
- 1984 : Climate Of Hunter
- 1995 : Tilt
- 2006 : The Drift
- 2012 : Bish Bosch
- 2014 : Soused (en) avec Sunn 0)))

### Compilations et bandes originales
- 1969 : Scott Walker Sings Songs From His TV Series
- 1972 : The Moviegoer
- 1981 : Scott Walker Sings Jacques Brel
- 1990 : Boy Child: The Best Of Scott Walker 1967-1970
- 1999 : Pola X (soundtrack)
- 2003 : 5 Easy Pieces
- 2007 : And Who Shall Go To The Ball? And What Shall Go To The Ball?
- 2016 : The Childhood Of A Leader (Original Soudtrack)